# Мари-Жан, Альфред
Альфред Мари-Жан (фр. Alfred Marie-Jeanne; род. 15 ноября 1936, Rivière-Pilote) — государственный и политический деятель Мартиники. С 1978 года является лидером «Мартиниканского движения за независимость».

## Биография
Преподавал математику и получил степень магистра экономики в Университете Антильских островов и Гвианы. С 1971 по 2000 год занимал должность мэра коммуны Ривьер-Пилот. Первоначально не принадлежал ни к одной политической партии, но был близок к левым; в 1973 году выступил соучредителем движения «Слово к народу», которое вскоре преобразовал в «Мартиниканское движение за независимость». В 1974 году отправил кандидату в президенты Франции от социалистов Франсуа Миттерану документ, в котором требовал право на самоопределение Мартиники. 
Был председателем Регионального совета Мартиники с 20 марта 1998 года по 22 марта 2010 года. С 2012 по 2017 год Альфред Мари-Жан представлял первый избирательный округ Мартиники в Национальном собрании Франции, на этой должности был сменён Жозетт Манин.
13 декабря 2015 года коалиция «Мартиниканского движения за независимость» и правых партий во главе с Альфредом Мари-Жаном одержала победу над коалицией левых партий во главе с Сержем Лечими, получив 33 места из 51 места в Ассамблее Мартиники, после подведения итогов выборов. С 2015 по 2021 год Альфред Мари-Жан занимал должность председателя Исполнительного совета Мартиники.